# Toxopsoides huttoni
Espèce
Toxopsoides huttoni est une espèce d'araignées aranéomorphes de la famille des Toxopidae.

## Distribution
Cette espèce se rencontre en Australie au Victoria, en Nouvelle-Galles du Sud et dans le Territoire de la capitale australienne et en Nouvelle-Zélande vers Waitetoko,.
Sa présence est incertaine en Australie-Méridionale. Sa présence en Nouvelle-Zélande pourrait être due à une introduction.

## Description
Le mâle décrit par Smith en 2013 mesure 4,60 mm et la femelle 5,31 mm

## Étymologie
Cette espèce est nommée en l'honneur de Russell W. Hutton.

## Publication originale
- Forster & Wilton, 1973 : The spiders of New Zealand. Part IV. Otago Museum Bulletin, vol. 4, p. 1-309.